# Турускулов, Жыргалбек Куручбекович
Жыргалбек Куручбекович Турускулов (кирг. Жыргалбек Куручбекович Турускулов; род. 3 января 1975, Чаек, Нарынская область) — киргизский политический и государственный деятель. Депутат Жогорку Кенеша VI созыва. Лидер парламентской фракции «Республика-Ата Журт».

## Биография
Родился 3 января 1975 года в Жумгальском районе Нарынской области.
В 1997 году окончил Кыргызский национальный университет по специальности «Экономика». В 2000 году получил второе высшее образование, закончив Кыргызский национальный университет по специальности «Юриспруденция». В 2014 году окончил аспирантуру в Кыргызской государственной юридической академии по специальности «Гражданское и семейное право, малые частные предприятия». В 2015 году окончил Кыргызский технический университет по специальности «Энергоснабжение».

### Трудовая деятельность
- 1996—1998 — продавец в АО «Эмгекчил».
- 1999—2010 — генеральный директор «Строй-Арсенал» и «Эмгекчил».
- 2010—2013 — генеральный директор ОАО «Востокэлектро».
- 2013—2015 — общественный деятель, предприниматель.
- с 2015 года — депутат Жогорку Кенеша VI созыва от партии «Республика — Ата Журт».

В апреле 2018 года избран лидером фракции «Республика — Ата Журт».
Награды
| Страна | Дата | Награда |
| --- | ---- | --- |
| Межпарламентская ассамблея СНГ                                                                                             | 2017 | Памятный знак «МПА СНГ. 25 лет». |
| Кыргызстан | 2017 | Почетная грамота Государственного Комитета Промышленности, энергетики и недропользования Кыргызской Республики «За вклад в развитие промышленности , энергетики и недропользования» |
| Кыргызстан | 2017 | Нагрудной знак Омбудсмена Кыргызской Республики |
| Кыргызстан | 2018 | Именные часы в честь 80-летия Жогорку Кенеша Кыргызской Республики |
| Кыргызстан | 2018 | Юбилейная медаль Жогорку Кенеша Кыргызской Республики - "80 лет" |
| Кыргызстан | 2018 | Нагрудной знак Государственной службы миграции Кыргызской Республики |
| Кыргызстан | 2018 | Юбилейная медаль Государственного Комитета Национальной Безопасности Кыргызской Республики                                                                                          |
| Кыргызстан | 2019 | Юбилейная медаль Министерства иностранных дел Кыргызской Республики |
| Кыргызстан | 2019 | Почётная грамота Кыргызской Республики |
| Кыргызстан | 2020 | Почётная грамота Правительства Кыргызской Республики |
| Присвоен классный чин Государственного советника государственной гражданской службы Кыргызской Республики третьего класса. |      | |

#### Личная жизнь
Женат, четверо детей. Жена — Мира Турускулова (Шукуралиева).